# Микола Єло-Малинський
Микола Єло-Малинський (*д/н — 1629) — представник впливової української шляхетської родини на Волині часів Речі Посполитої, меценат.

## Життєпис
Походив з роду Єло-Малинських гербу П'ятиріг. Син Остафія Єло-Малинського та княгині Богдани Друцької-Любецької. Немає даних про дату народження Миколи. Здобув гарну освіту. Спочатку виховувався в православній вірі. Потім під впливом батька, який у 1607 році став унійним єпископом, став підтримувати унію. Згодом став католиком.
У 1604—1605 роках в чині ротмістра разом з загонами Адама Вишневецького брав участь у поході Лжедмитрія I на здобуття Москви. Після заколоту проти останнього та його загибелі у 1606 році, Миколай Єло-Малинський зумів неушкодженим повернутися на батьківщину. У подальшому продовжував брати участь у походах Лжедмитрія II. У 1611 році з власним загоном остаточно залишив Московію.
У 1613 році оженився на доньці князя Адама Вишневецького, отримавши від неї значний посаг. Багато сприяв посиленню католицизма на Волині. У 1620 році після смерті батька отримав значний спадок — 17 сіл. У 1618 році отримав королівський привілей на локацію міста Стохота. Він мав на меті фундувати костел і церкву, збудувати ратушу, воскобійню, лазню, мати вагу, постригальню, ятки, крамниці, шинки.
У 1624 році разом з дружиною надав на користь луцьких черниць-бригідок двір у Луцькому окольному замку (вартість становила близько 2-3 тис. злотих). Водночас заснував місто Янів (або Яновку). У квітні 1629 року раптово помер. 17 квітня підписав фундаційний документ на спорудження католицького костелу в м. Янів. 18 квітня, тобто наступного після складання фундації дня, Микола написав передсмертний заповіт, у якому визнав себе римо-католиком та заповів поховати тіло в новозбудованому ним Янівському бернардинському костелі (нині це православний храм). Через декілька днів помер, проте достеменно невідомо, коли саме.

## Родина
Дружина — Христина Вишневецька
Діти:
- Михайло
- Домінік-Августин (д/н — 1656)
- Ізабела, дружина Адама-Владислава Красицького, графа Священної Римської імперії
- Анна
- Теофіла
- Лівона